# Estudios SEK
Corea educativa científica (en inglés: Scientific Educational Korea) o Estudios SEK (en coreano: 조선4·26만화영화촬영소; traducción literal: "Estudio coreano de películas 26 de abril") es un estudio de animación norcoreano con sede en Pionyang.

## Historia
El estudio empezó a operar en septiembre de 1957 con el nombre de "Estudio de películas para niños 26 de abril". Alrededor de 1985 empezó a ser subcontratado para animaciones en televisiones europeas. Fue registrado como el Estudios SEK EN 1997 para tomar parte en el festival de animación en Francia. El estudio  participó en la Exhibición Internacional de animación de Shijiazhuang el 30 de septiembre de 2014. Se espera que el Estudios SEK introduzca un nuevo género de ciencia ficción dentro de la animación.

### Historia de los nombres
- Estudio Nacional de Películas de Corea – Instituto de investigación de películas con títeres (1957~1959)
- Estudio Nacional de Películas de Corea – Estudio de películas de animación (1959~1960)
- Estudio Nacional de Películas de Corea – Producciones de películas de animación (1960~1964)
- Estudio Coreano de películas para niños (1964~1971)
- Estudio de películas de la ciencia de la educación de Corea – Equipo de películas de animación (1971~1980)
- Estudio de películas de la ciencia de la educación de Corea – Equipo de producción de películas para niños (1980~1996)
- Estudio de películas 26 de abril de Corea (1996~2013)
- Estudio de películas de animación 26 de abril de Corea  (2013~)

## Tamaño de la corporación
En 2003 los empleados del estudio SEK tenían empleadas a 1500 personas y eran subcontratados por 70 compañías de todo el mundo incluyendo Europa, Corea del Sur, China, Canadá y Estados Unidos. Tras la introducción de equipo avanzado el número de empleados fue reducido a unas 500 personas. Hay once equipos de animación y 9 equipos son responsables de animaciones subcontratadas de ultramar y hay dos equipos que producen animaciones domésticas. De acuerdo con la web "Animation Career Review", el estudio SEK está en el puesto número 85 de los estudios más influyentes de todos los tiempos. La gran mayoría de los empleados  del estudio SEK provienen de la Academia de Arte de Pionyang. El estudio SEK ha establecido también un instituto de formación para entrenar futuros animadores.

## Filmografía
El estudios SEK ha hecho los siguientes trabajos:

### Televisión
Estudios SEK a producción alrededor de 300 animaciones .
| Nombre en español                           | Título original        | Año  | Notas                                      |
| ------------------------------------------- | ---------------------- | ---- | ------------------------------------------ |
| Adrian(celentano)                           | Adrian                 | 2019 |                                            |
| Gojumong                                    | 고주몽                 | 2016 |                                            |
| Boy General (Parte 2)                       | 소년장수 (2부)         | 2015 |                                            |
| Dos muchachos que encontraron la respuesta  | 답을 찾은 두 소년      | 2015 |                                            |
| Byeolnam y la pelota de goma                | 별남이와 고무공        | 2011 |                                            |
| La montaña hechizada                        | 금강산 팔선녀          | 2008 |                                            |
| La reina de las golondrinas (Honbu y Dalbu) | 흥부와 놀부            | 2008 |                                            |
| La canción de la oropéndola                 | 꾀꼴새가 부른 노래     | 2006 |                                            |
| La mariposa y el gallo                      | 나비와 수탉            | 2006 | Versión de una película de 1976            |
| La Ardilla y el Erizo                       | 다람이와 고슴도치      | 2006 | Se emitió en la década de 2000             |
| Mantengamos el orden en el tráfico          | 교통질서를 잘 지키자요 | 2006 | Serie animada de seguridad vial para niños |
| El príncipe Hodong y la princesa de Nakrang | 호동왕자와 락랑공주    | 1990 |                                            |
| El mapache listillo                         | 령리한 너구리          | 1987 | [ 12 ]                                     |
| El caballo alado                            | 날개달린 룡마          | 1983 |                                            |
| Boy General                                 | 소년장수               | 1982 | 50 episodios, finalizado en 1996.          |
| La ardilla y el erizo                       | 다람이와 고슴도치      | 1977 |                                            |
| La altura de un mapache                     | 너구리의 높이재기      | 1976 |                                            |
| La mariposa y el gallo                      | 나비와 수탉            | 1976 |                                            |
| Hora de las bombas                          | 시한폭탄               | 1967 | Propaganda antiestadounidense              |
| Nuestra colina                              | 우리 동산              | 1959 | Primera película                           |